# Abbad Szaruna
Abbad Szaruna – miejscowość w Egipcie, w muhafazie Al-Minja, w dystrykcie Maghagha. W 2006 roku liczyła 9649 mieszkańców.